# Tipula (Emodotipula) multibarbata
Tipula (Emodotipula) multibarbata is een tweevleugelige uit de familie langpootmuggen (Tipulidae). De soort komt voor in het Palearctisch gebied.